# Daša Drndić
Daša Drndić (Zagreb, 10 de agosto de 1946-Rijeka, 5 de junio de 2018) fue una escritora y traductora literaria croata.

## Trayectoria
Estudió en Belgrado filología inglesa, y amplió su formación con una beca en los Estados Unidos.
Enseñaba en la Universidad de Rijeka. Escribió una docena de libros. Empezó a escribir en la Yugoslavia de 1982. En el siglo XXI sus obras eran publicadas en Belgrado y Zagreb.
Se ha traducido Trieste (Automática, 2007), gran libro sobre el siglo XX, entre Yugoslavia e Italia. Toda la destrucción de los judíos y de una cultura internacional está presente en este gran fresco histórico, que es además personalizador. Pues es una gran novela que recorre nombre tras nombre muy diversas vidas, mezclando personajes reales con otros creados por ella. Impresionante es la descripción del campo de exterminio de Trieste (una gran arrocera: la Risiera di San Sabba)

## Obra
- Camino hasta el sábado, 1982
- Como una piedra del cielo, 1984
- El doble, Belgrado, 2002 y Zagreb, 2005
- Leica, 2003
- Canciones de guerra, 2007
- Trieste, 2007
- Abril en Berlín, 2009
- Belladona, 2012